# Pelecopsis sculpta
Pelecopsis sculpta är en spindelart som först beskrevs av James Henry Emerton 1917.  Pelecopsis sculpta ingår i släktet Pelecopsis och familjen täckvävarspindlar. Utöver nominatformen finns också underarten P. s. digna.